# 감나무속

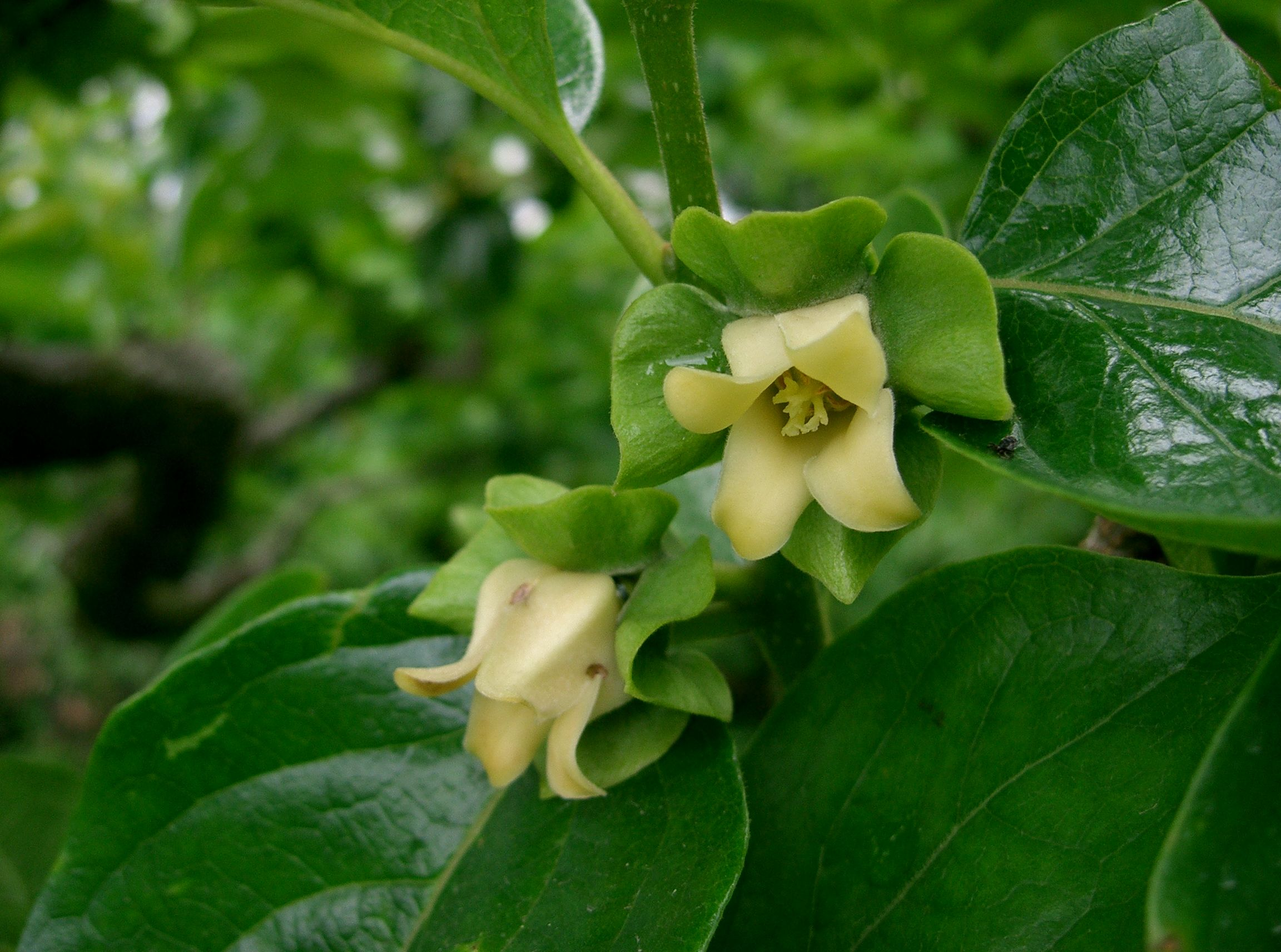
감나무

감나무속(Diospyros)은 700종이 넘는 낙엽수 및 상록수와 관목의 속이다. 대다수는 열대 지방이 원산지이며 온대 지역으로 확장되는 종은 소수에 불과하다. 단단하고 무겁고 어두운 목재로 가치가 있는 개별 종은 일반적으로 흑단 나무로 알려져 있으며 다른 종은 과일로 가치가 있으며 감나무로 알려져 있다. 일부는 관상용으로 유용하고 많은 것은 지역 생태학적으로 중요하다. 이 속의 종은 일반적으로 자웅이체이며, 암수 식물이 분리되어 있다.

## 종 예시
- 감나무(Diospyros kaki)
- 고욤나무(Diospyros lotus)
- 검은감나무(Diospyros nigra)
- 텍사스감나무(Diospyros texana)